# Mount Hancock (Wyoming)
Der Mount Hancock ist ein isolierter Berggipfel im Yellowstone-Nationalpark im US-Bundesstaat Wyoming. Er hat eine Höhe von 3113 m und liegt auf der Big Game Ridge im Süden des Parks, südlich des Heart Lake. Captain John W. Barlow benannte den Gipfel zu Ehren von General Winfield Scott Hancock während der Barlow-Heap Expedition im Jahr 1871.